# Exsula limna
Exsula limna är en fjärilsart som beskrevs av Jordan. Exsula limna ingår i släktet Exsula och familjen nattflyn. Inga underarter finns listade i Catalogue of Life.